# Mount Marsland
Mount Marsland är ett berg i Antarktis. Det ligger i Östantarktis. Australien gör anspråk på området. Toppen på Mount Marsland är 522 meter över havet.
Terrängen runt Mount Marsland är platt åt sydost, men åt nordväst är den kuperad. Trakten är obefolkad. Det finns inga samhällen i närheten.